# Sigma dp1 Quattro
Die dp1 Quattro ist eine Kompaktkamera des japanischen Unternehmens Sigma. Sie verfügt, wie bereits die dp2 Quattro, über den neuen Foveon X3 Quattro Sensor und 29 effektive Megapixel.
Die Kamera besitzt ein Weitwinkelobjektiv mit einer Festbrennweite von 19 mm. Die dp1 Quattro wurde auf der Photokina 2014 offiziell vorgestellt und ist seit Oktober 2014 auch in Deutschland erhältlich.

## Technische Merkmale
Die Sigma dp1 Quattro ist die zweite Kamera, die aus der neu entwickelten dp-Serie veröffentlicht wurde. Sie verfügt, wie bereits die dp2 Quattro über den neuen überarbeiteten Sensor, Prozessor, sowie über das neue Design. Das überarbeitete Kameragehäuse soll durch die Form einfacher und angenehmer zu bedienen sein.
Das Besondere der Kamera ist der Foveon-X3-Direktsensor, der vom Aufbau dem klassischen Farbfilm ähnelt, da jede Schicht alle Informationen des verfügbaren Lichts einfangen kann. Zudem werden Farbton, Wert und Chroma aller Farben über den Direktbildsensor mit jedem Pixel erfasst.

## Einige Unterschiede zur dp2 Quattro
- Brennweite 19 mm statt 30 mm
- Objektivkonstruktion: 9 Elemente in 8 Gruppen
- Größter Abbildungsmaßstab 1:8,3

## Eigenschaften
- 29 Megapixel-Foveon X3-Sensor
- 7,6 cm (3 Zoll) TFT-Farb-LCD-Monitor
- Dual-TRUE-III-Bildverarbeitungsprozessor
- ISO 100–6400, in 1/3-EV-Schritten veränderbar
- Größter Abbildungsmaßstab 1：8,3
- Unterstützte Dateiformate: Verlustfrei komprimierte RAW-Daten (14 Bit), JPEG (Exif 2.3)
- Li-Ion-Akku BP-51
- Gewicht ca. 425 g (ohne Akku und Speicherkarte)
- Objektiv mit fester Brennweite von 19 mm (Bildwinkel diagonal ca. 73 Grad, Kleinbildequivalente Brennweite: ca. 28 mm)
- Blendenbereich F2,8-F16
- Aufnahmebereich: 20 cm bis ∞
- aktuelle Firmware: V1.04

## Mitgeliefertes Zubehör
Li-Ion Akku BP-51, Akku-Ladegerät BC-51, USB-Kabel, gedruckte Anleitung

## Optionales Zubehör
Netzgerät SAC-6 (mit Netzteil CN-21), Gegenlichtblende LH5-01, Auslösekabel CR-31, Externer Sucher VF-51, LCD View Finder LVF-01 und Halterung für LCD View Finder LVF-01, Handgriff BG-11, Kameraschutz HC-21, Filter 58mm
Die Kamera verfügt über einen Blitzschuh, welcher mit dem kleinen Blitzgerät EF-140S SA-STTL und den großen Electronic Flash EF-610 DG ST und dem EF-610 DG Super kompatibel ist.

## Sigma Photo Pro
Mit der Software Sigma Photo Pro können Bildbearbeitung und Konvertierung von RAW- in JPEG- oder TIFF-Dateien bei allen Kameras der SD-Reihe durchgeführt werden. Die Version 6.x kann kostenlos für Windows 7+ und Mac OS ab Version 10.8 heruntergeladen werden. Aktuell sind die Software-Versionen 6.5.4 (Win7+) und 6.5.5 (MacOSX 10.9+) verfügbar.
Die Software wird für alle Kameras der DP-Reihe sowie auch für die Sigma-SLR-Kameras SD9, SD10, SD14, SD15, SD1 Merrill und die neue SD Quattro (H) verwendet.